# Alexander Jallow
Alexander Saidou Alieu Jallow (Huddinge, 3 marzo 1998) è un calciatore svedese, difensore svincolato.

## Biografia
Primogenito di cinque fratelli, ha madre svedese e padre gambiano. Dall'età di otto anni è cresciuto ad Avesta in una condizione di affido familiare.

## Carriera

### Club
Dopo aver fatto parte delle giovanili dell'Avesta AIK, nel 2013 ha debuttato in prima squadra da quindicenne nel campionato di Division 3, il quinto livello del calcio nazionale, rimanendovi anche per l'annata successiva.
A partire dal 2015 è diventato un giocatore del Brage, ma nella prima parte del campionato di quell'anno è comunque rimasto in prestito all'Avesta AIK. Nella seconda parte del torneo è invece rientrato al Brage, che all'epoca militava in Division 1, giocando le prime 11 partite con il nuovo club, tutte da titolare. Il campionato 2016 lo ha interamente trascorso con il Brage.
In vista della stagione 2017 è stato acquistato dallo Jönköpings Södra, squadra militante in Allsvenskan con cui ha sottoscritto un accordo quadriennale. In quella stagione ha disputato cinque partite di campionato, le sue prime in carriera nella massima serie. A fine anno la squadra è scesa in Superettan, e Jallow è rimasto in rosa ritagliandosi definitivamente un posto da titolare. Qui ha anche incrementato la propria produzione offensiva, visto che nel campionato di Superettan 2018 ha realizzato 6 reti, mentre nella Superettan 2019 ne ha realizzate 8, seppur con 5 rigori trasformati.
Il 2 gennaio 2020 Jallow è stato presentato ufficialmente come un nuovo giocatore dell'IFK Göteborg, firmando anche in questo caso un contratto di quattro anni. Già nell'estate del 2019 egli era stato molto vicino al club, al punto tale che la società aveva pubblicato per errore sul proprio sito la notizia del trasferimento poi sfumato nelle ultime ore di mercato. Jallow si è ritagliato un posto da titolare già nel corso della sua prima metà di stagione in biancoblu. L'anno successivo è partito titolare in tutte e 30 le giornate dell'Allsvenskan 2021 in calendario. Non ha saltato una partita neppure nel campionato 2022, fino al momento in cui, a stagione in corso, è stato ceduto.
Il 26 agosto 2022 viene acquistato dal Brescia, squadra militante in Serie B. Il 10 aprile 2023, in Brescia-Ternana (1-0) trova il suo primo gol in Serie B, decisivo per la vittoria che mancava da più di quattro mesi. Nel maggio del 2024, rinnova il proprio contratto con il club fino al 30 giugno 2026.
Il 3 luglio 2025 rimane svincolato a seguito del fallimento della società lombarda.

### Nazionale
Ha giocato con le nazionali giovanili svedesi Under-17, Under-19 ed Under-21.

## Statistiche

### Presenze e reti nei club
Statistiche aggiornate al 13 maggio 2025.
| Stagione                | Squadra                 | Campionato              | Campionato | Campionato | Coppe nazionali | Coppe nazionali | Coppe nazionali | Coppe europee | Coppe europee | Coppe europee | Altre coppe | Altre coppe | Altre coppe | Totale | Totale |
| Stagione                | Squadra                 | Comp                    | Pres       | Reti       | Comp            | Pres            | Reti            | Comp          | Pres          | Reti          | Comp        | Pres        | Reti        | Pres   | Reti   |
| ----------------------- | ----------------------- | ----------------------- | ---------- | ---------- | --------------- | --------------- | --------------- | ------------- | ------------- | ------------- | ----------- | ----------- | ----------- | ------ | ------ |
| 2015                    | Brage                   | EN                      | 11         | 0          | CS              | -               | -               | -             | -             | -             | -           | -           | -           | 11     | 0      |
| 2016                    | Brage                   | EN                      | 22         | 0          | CS              | -               | -               | -             | -             | -             | -           | -           | -           | 22     | 0      |
| Totale Brage            | Totale Brage            | Totale Brage            | 33         | 0          |                 | -               | -               |               | -             | -             |             | -           | -           | 33     | 0      |
| 2017                    | Jönköpings Södra        | A                       | 5+2        | 0          | CS              | -               | -               | -             | -             | -             | -           | -           | -           | 7      | 0      |
| 2018                    | Jönköpings Södra        | S                       | 28         | 6          | CS              | 4               | 0               | -             | -             | -             | -           | -           | -           | 32     | 6      |
| 2019                    | Jönköpings Södra        | S                       | 28         | 8          | CS+CS           | 1+1             | 0               | -             | -             | -             | -           | -           | -           | 30     | 8      |
| Totale Jönköpings Södra | Totale Jönköpings Södra | Totale Jönköpings Södra | 61+2       | 14         |                 | 6               | 0               |               | -             | -             |             | -           | -           | 69     | 14     |
| 2020                    | IFK Göteborg            | A                       | 26         | 0          | CS              | 4               | 0               | UEL           | 1             | 0             | -           | -           | -           | 31     | 0      |
| 2021                    | IFK Göteborg            | A                       | 30         | 1          | CS              | 3               | 1               | -             | -             | -             | -           | -           | -           | 33     | 2      |
| apr.-ago. 2022          | IFK Göteborg            | A                       | 19         | 1          | CS              | 4               | 0               | -             | -             | -             | -           | -           | -           | 23     | 1      |
| Totale IFK Göteborg     | Totale IFK Göteborg     | Totale IFK Göteborg     | 75         | 2          |                 | 11              | 1               |               | 1             | 0             |             | -           | -           | 87     | 3      |
| 2022-2023               | Brescia                 | B                       | 21         | 1          | CI              | 1               | 0               | -             | -             | -             | -           | -           | -           | 22     | 1      |
| 2023-2024               | Brescia                 | B                       | 24+1       | 2+0        | -               | -               | -               | -             | -             | -             | -           | -           | -           | 25     | 2      |
| 2024-2025               | Brescia                 | B                       | 33         | 0          | CI              | 2               | 0               | -             | -             | -             | -           | -           | -           | 35     | 0      |
| Totale Brescia          | Totale Brescia          | Totale Brescia          | 78+1       | 3          |                 | 3               | 0               |               | -             | -             |             | -           | -           | 82     | 3      |
| Totale carriera         | Totale carriera         | Totale carriera         | 247+3      | 19         |                 | 20              | 1               |               | 1             | 0             |             | -           | -           | 271    | 20     |